# Bodies, Rest & Motion
Bodies, Rest & Motion is een Amerikaanse filmdrama uit 1993 onder regie van Michael Steinberg. De film, die het verhaal vertelt van het existentialisme van de Generatie X, is gebaseerd op een toneelstuk van Roger Hedden en beleefde zijn première op het Sundance Film Festival.

## Verhaal
Nick woont in Enfield, Arizona met zijn vriendin Beth en besluit te verhuizen naar Butte, Montana nadat hij wordt ontslagen. Beth bereidt zich voor op het vertrek, wanneer Nick plotseling vertrekt om op zoek te gaan naar zijn biologische ouders. Hij treft een dove man en diens jonge dochter Beth aan. Beth vindt heil bij de schilder, Sid, die hun huis renoveert. Haar beste vriendin en tevens Nicks ex-vriendin Carol keurt Sid niet goed; niettemin ontwikkelt Beth gevoelens voor hem.

## Rolverdeling
| Acteur        | Personage   |
| ------------- | ----------- |
| Bridget Fonda | Beth        |
| Tim Roth      | Nick        |
| Phoebe Cates  | Carol       |
| Eric Stoltz   | Sid         |
| Alicia Witt   | Elizabeth   |
| Peter Fonda   | Motorrijder |

## Productie
Harvey Keitel wordt in de aftiteling bedankt door de filmmakers. Dankzij hem nam Tim Roth de rol: Roth moest kiezen tussen deze rol of een rol in een film met een groot budget; Keitel overtuigde hem om niet het geld te pakken maar het script te kiezen waar hij het meest voor voelde.